# جون سيمون (صحفي)
جون سيمون (بالإنجليزية: John Simon)‏ هو ناقد أدبي وصحفي وناقد سينمائي أمريكي، ولد في 12 مايو 1925 في نيويورك في الولايات المتحدة.

## وصلات خارجية
- جون سيمون على موقع IMDb (الإنجليزية)
- جون سيمون على موقع IMDb (الإنجليزية)
- جون سيمون على موقع روتن توميتوز (الإنجليزية)
- جون سيمون على موقع كينوبويسك (الروسية)